# Grammomys macmillani
Grammomys macmillani — вид гризунів родини мишевих (Muridae). Зустрічається в Центральноафриканській Республіці, Демократичній Республіці Конго, Ефіопії, Кенії, Південному Судані, Танзанії та Уганді. Його природними середовищами існування є субтропічні або тропічні вологі рівнинні ліси, субтропічні або тропічні болота, субтропічні або тропічні сезонно вологі або затоплені низинні луки, заболочені місцевості з переважанням чагарників і міські території.

## Морфологічна характеристика
Це дрібний гризун з довжиною голови й тулуба від 85 до 139 мм, довжиною хвоста від 130 до 205 мм, довжиною лапи від 20 до 27 мм, довжиною вух від 11,0 до 22 мм і вагою до 60 грамів. Шерсть м'яка і шовковиста. Верх сірувато-бурий з охристими відблисками вздовж спини. Бока сіруваті і відмежовані від черевної частини тонкою жовто-рожевою лінією, що тягнеться від передпліччя до задніх кінцівок. Нижня частина і верхня губа білі. Ноги світло-жовто-коричневі. Хвіст довший за голову й тулуб, рівномірно коричневий, покритий дрібними темними волосками та має 17 кілець лусочок на сантиметр.

## Поведінка
Це деревний і нічний вид. Харчується частинами рослин.